# Malpractice (Dr. Feelgood)
Malpractice è il secondo album in studio del gruppo musicale inglese Dr. Feelgood, pubblicato nel 1975.

## Tracce
1. I Can Tell - 2:46
2. Going Back Home - 4:00
3. Back in the Night - 3:18
4. Another Man - 2:55
5. Rolling and Tumbling - 3:12
6. Don't Let Your Daddy Know - 2:57
7. Watch Your Step - 3:23
8. Don't You Just Know It - 3:49
9. Riot in Cell Block No. 9 - 3:40
10. Because You're Mine - 4:54
11. You Shouldn't Call the Doctor (If You Can't Afford the Bills) - 2:36

## Formazione
- Lee Brilleaux - chitarra, armonica, voce
- Wilko Johnson - chitarra, cori
- John B. Sparks - basso
- The Big Figure - batteria
- Bob Andrews - piano, tastiera, sassofono